# فاليز (الأدرين)
فاليز (بالفرنسية: Falaise)‏ هي بلدية فرنسية تقع في إقليم الأردين التابعة لمنطقة غراند إيست.

## الأماكن والمعالم الأثرية

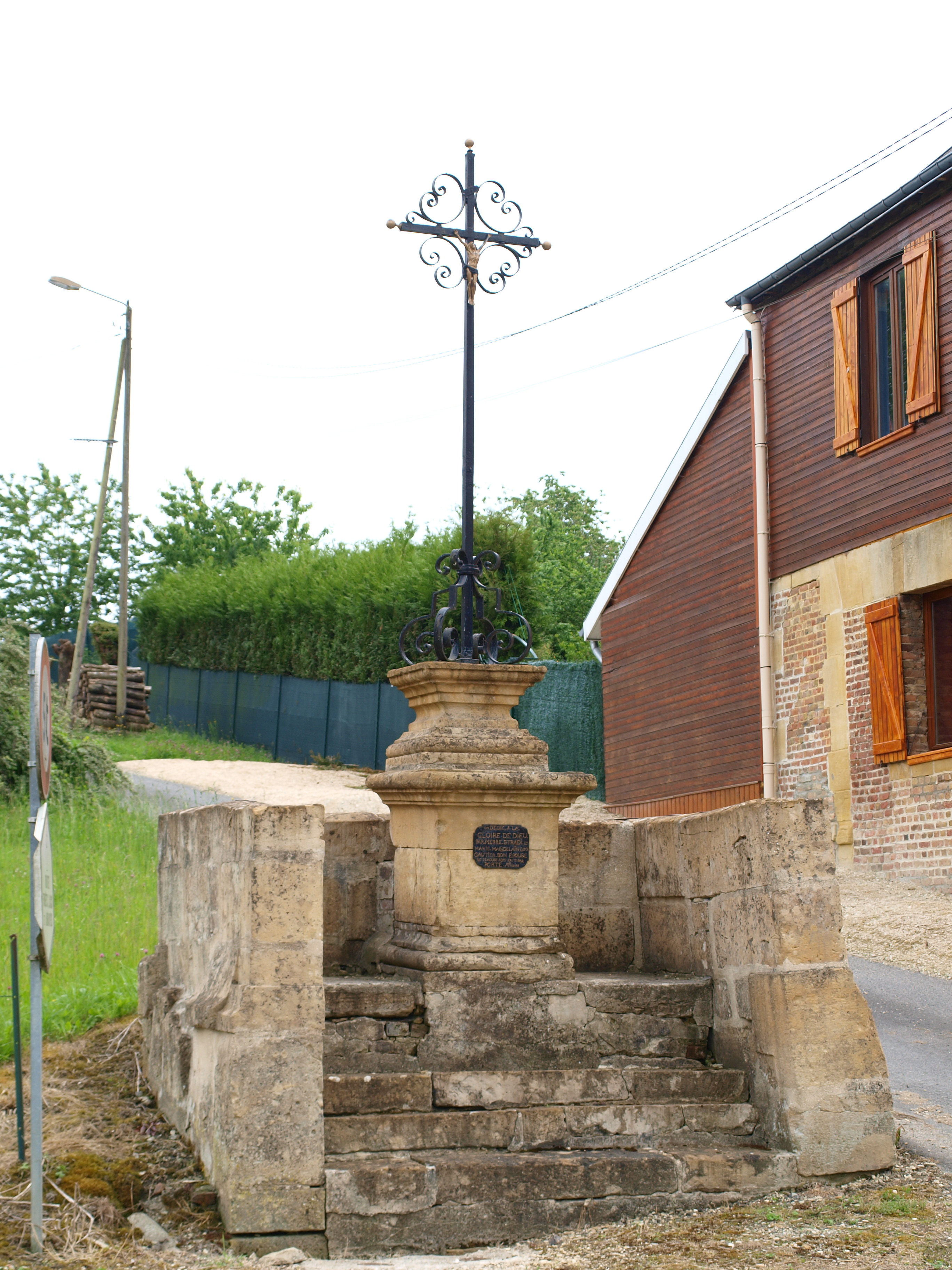
سترادي كروس.
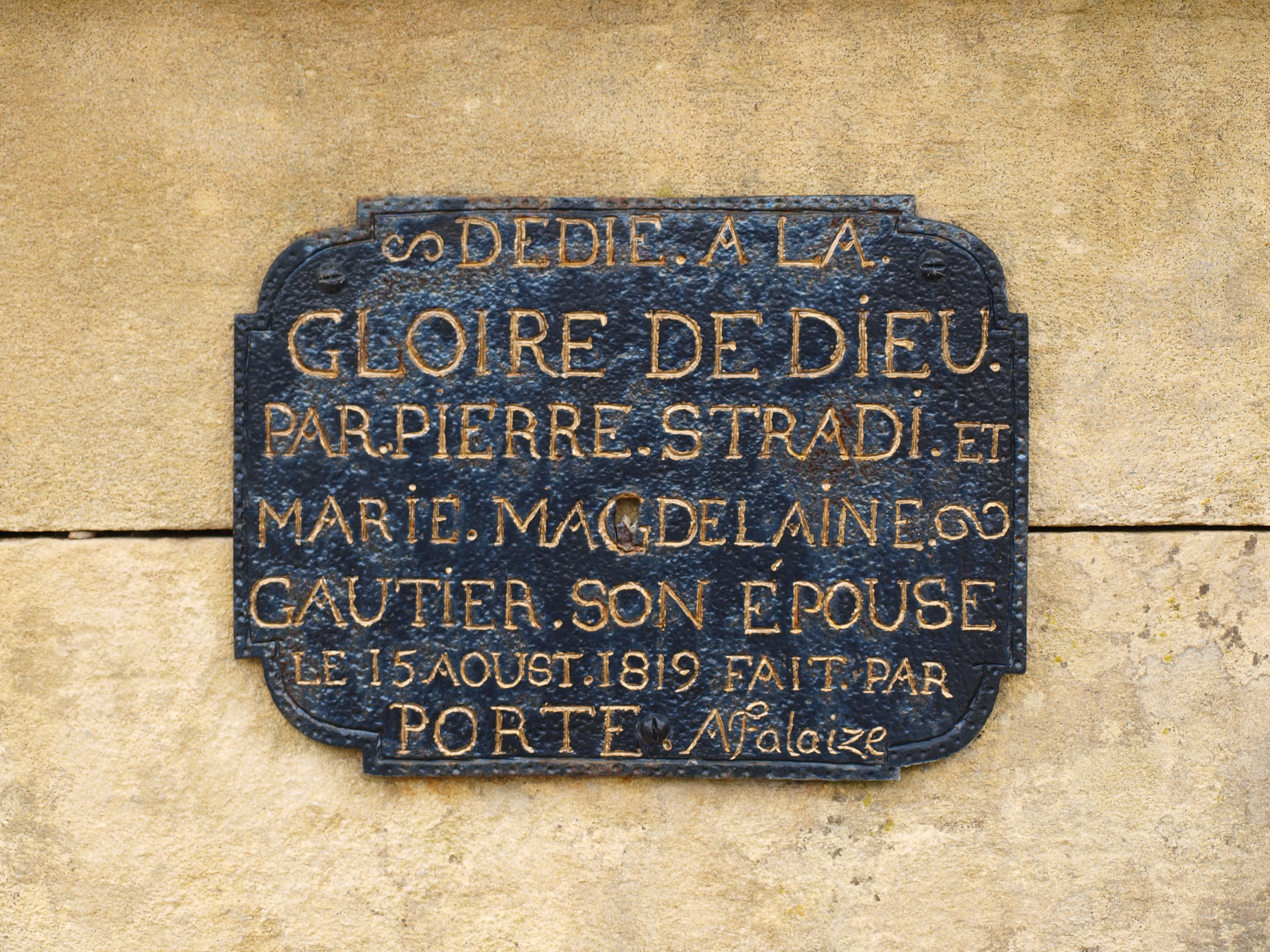
لوحة على سترادي كروس.
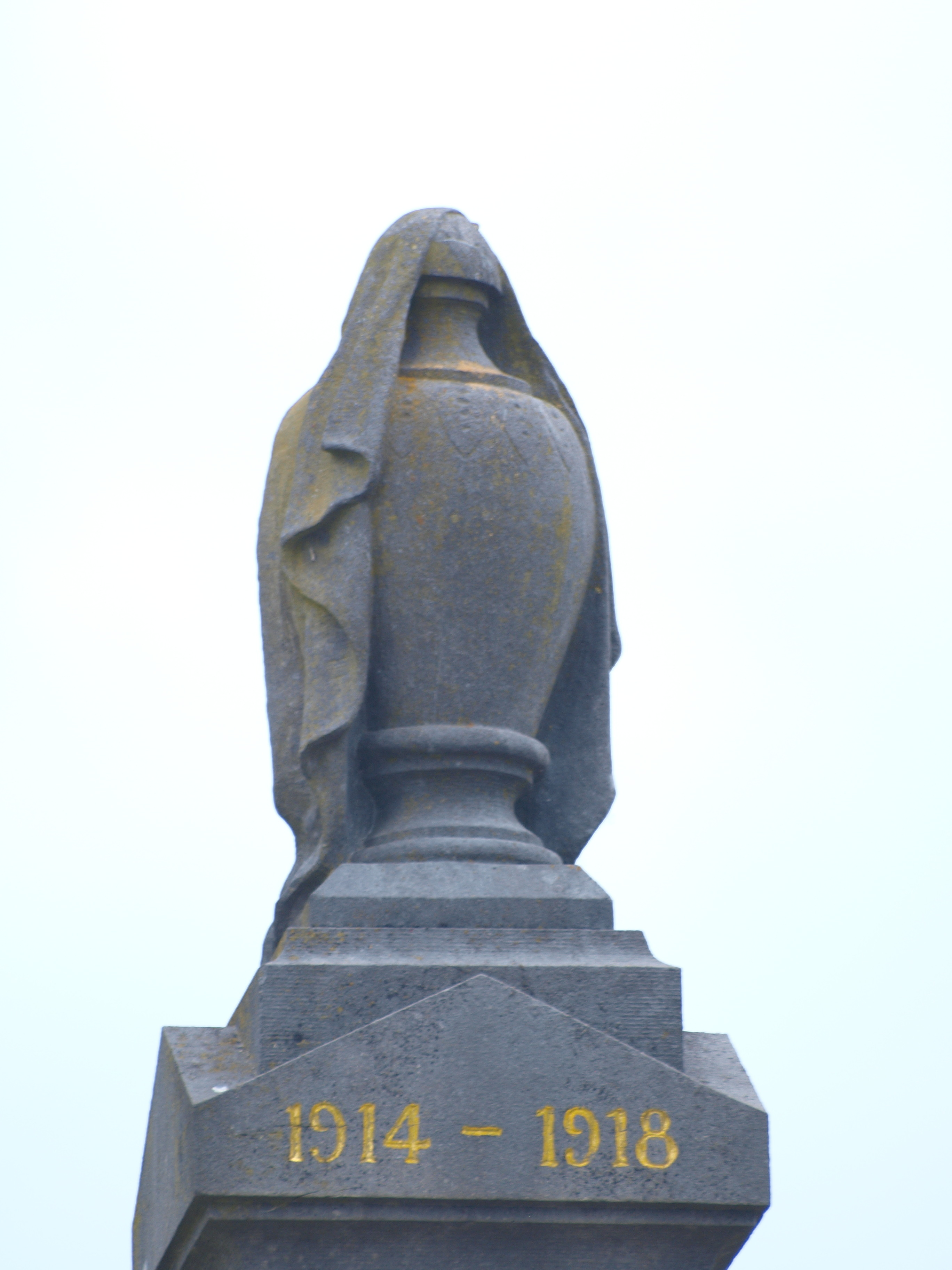
معلم أثري للموتى.
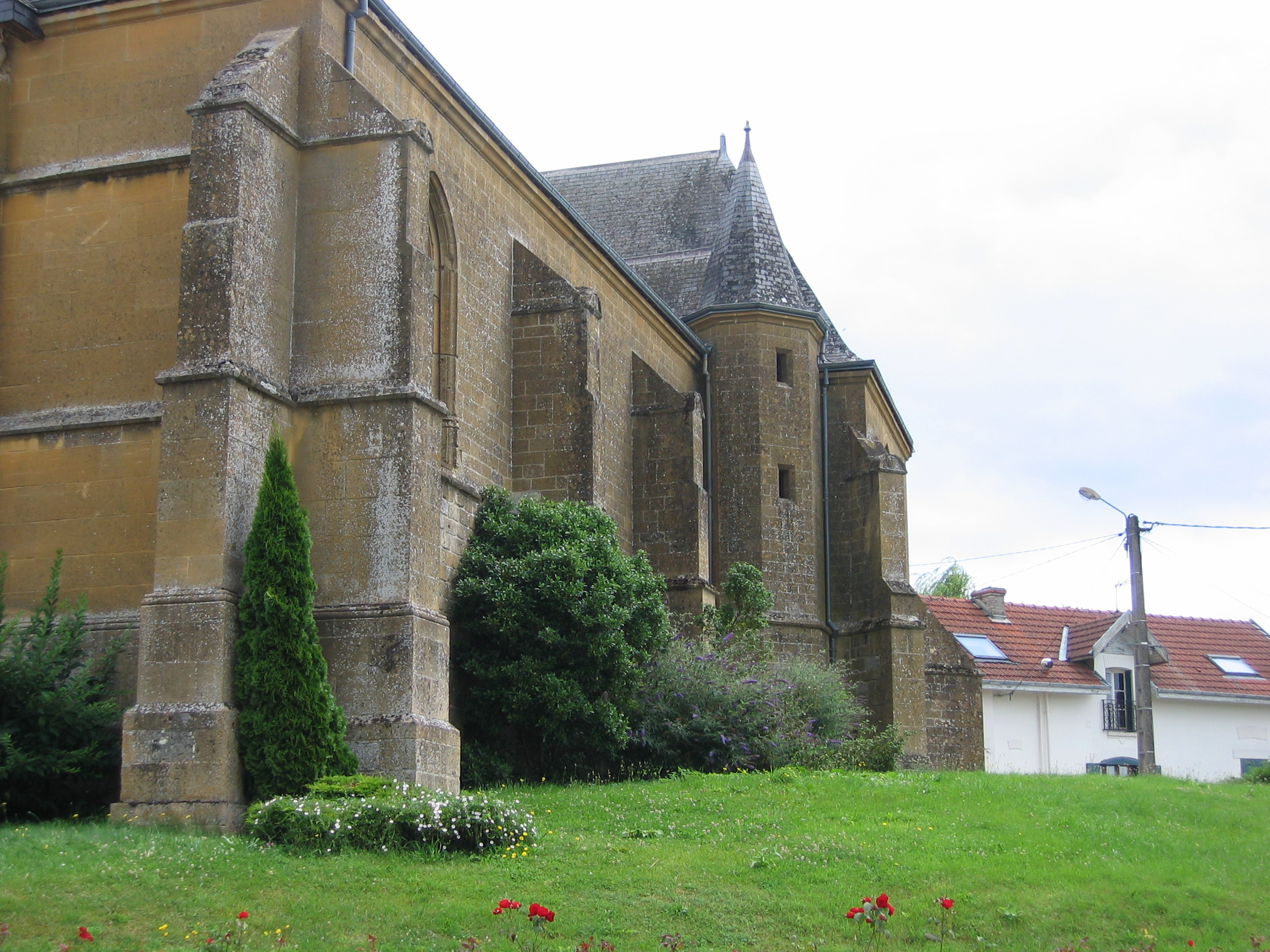
كنيسة.